# Dvorianky
Dvorianky (bis 1927 slowakisch „Dvorianka“; ungarisch Szécsudvar – bis 1907 Techna oder älter Tehna) ist eine Gemeinde im Osten der Slowakei mit 672 Einwohnern (Stand 31. Dezember 2024), die zum Okres Trebišov, einem Kreis des Košický kraj, gehört. Sie ist Teil der traditionellen Landschaft Zemplín.

## Geographie
Die Gemeinde befindet sich im Nordwestteil des Ostslowakischen Tieflands westlich des Zusammenflusses von Topľa und Ondava. Das Ortszentrum liegt auf einer Höhe von 111 m n.m. und ist acht Kilometer von Sečovce sowie 12 Kilometer von Trebišov entfernt.
Nachbargemeinden sind Parchovany im Westen und Norden, Tušice im Osten, Tušická Nová Ves im Südosten sowie Vojčice, Hriadky und Sečovce im Süden.

## Geschichte
Dvorianky wurde zum ersten Mal 1314 als Vdwarniky, nach anderen Quellen schon 1245 in einer Urkunde von Béla IV. schriftlich erwähnt. Das Dorf gehörte im Mittelalter zum Herrschaftsgebiet der Burg Purustyán. 1355 gab es zwei Siedlungen – Kistechna (Klein-) und Nagytechna (Groß-). Im Verlaufe der Jahrhunderte war das Dorf Besitz verschiedener adligen Familien. 1715 gab es vier verlassene und vier bewohnte Haushalte, 1787 hatte die Ortschaft 55 Häuser und 435 Einwohner, 1828 zählte man 56 Häuser und 433 Einwohner, die als Landwirte, Pferdezüchter und Weber beschäftigt waren. Im 19. Jahrhundert besaß das Geschlecht Andrássy Ortsgüter. Die Einwohner nahmen 1831 am Ostslowakischen Bauernaufstand teil.
Bis 1918/1919 gehörte der im Komitat Semplin liegende Ort zum Königreich Ungarn und kam danach zur Tschechoslowakei beziehungsweise heute Slowakei.

## Bevölkerung
| Jahr                | 1994 | 2004    | 2014    | 2024    |
| ------------------- | ---- | ------- | ------- | ------- |
| Anzahl der Personen | 633  | 614     | 611     | 672     |
| Unterschied         |      | −3,00 % | −0,48 % | +9,98 % |

| Jahr                | 2023 | 2024    |
| ------------------- | ---- | ------- |
| Anzahl der Personen | 664  | 672     |
| Unterschied         |      | +1,20 % |

Nach der Volkszählung 2011 wohnten in Dvorianky 591 Einwohner, davon 558 Slowaken sowie jeweils ein Rom und Tscheche. 31 Einwohner machten keine Angabe zur Ethnie.
272 Einwohner bekannten sich zur griechisch-katholischen Kirche, 242 Einwohner zur römisch-katholischen Kirche, 12 Einwohner zur reformierten Kirche, sechs Einwohner zu den Zeugen Jehovas und zwei Einwohner zur Evangelischen Kirche A. B. 16 Einwohner waren konfessionslos und bei 41 Einwohnern wurde die Konfession nicht ermittelt.

## Bauwerke
- griechisch-katholische Kirche im historisierenden Stil aus dem Jahr 1937

## Verkehr
Durch Dvorianky passiert die Straße 1. Ordnung 79. Es gibt eine Haltestelle westlich des Ortes an der Bahnstrecke Trebišov–Vranov nad Topľou, allerdings seit 2003 ohne regelmäßigen Personenverkehr.